# Донецкая (Шипиловская) полевая ставка хана Абдуллаха

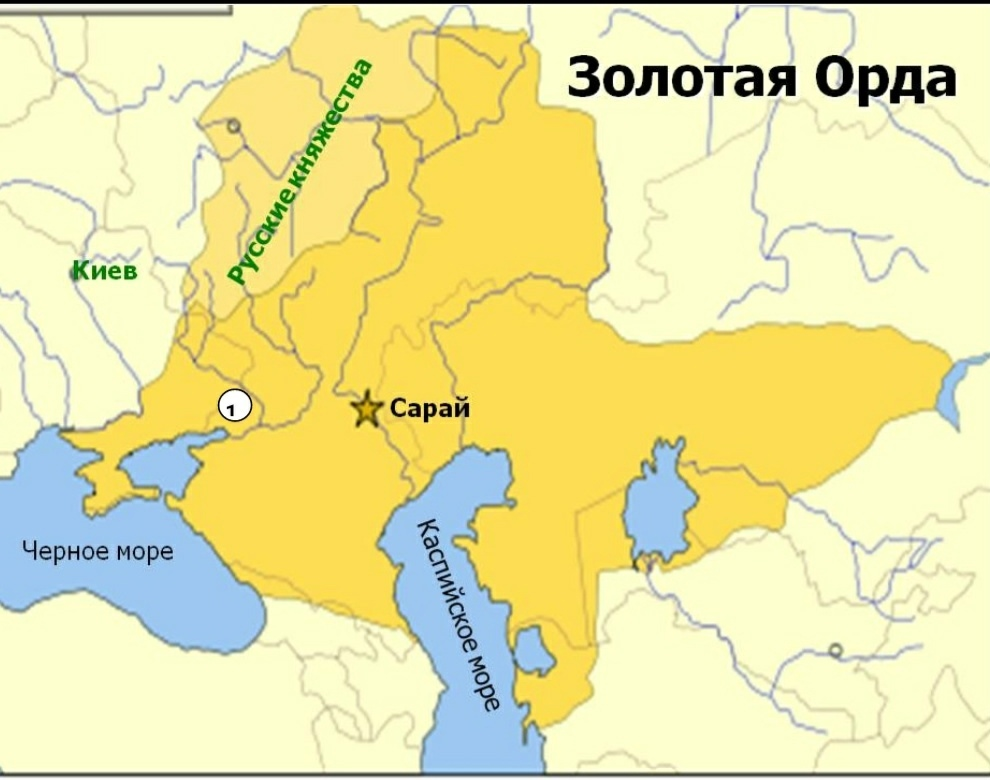
1 — место Донецкой ставки Территория Золотой Орды с расположением г. Сарай и Донецкой (Шипиловской) ставки хана Абдуллаха

Донецкая полевая ставка верховного правителя Золотой Орды хана Абдуллаха, младшего из девятерых сыновей Узбек-хана, — редкий объект культурно-исторического наследия, характеризующий стойбище кочевых племён. В летний период полевая ставка являлась не только резиденцией верховного правителя, но и столицей Золотоордынского государства. Здесь размещались органы управления, воинские подразделения и гарем, от имени хана чеканили монеты, проживали ремесленники и торговцы. Сюда доставляли дань с подвластных народов, приезжали иностранные миссии, русские князья для получения ярлыка — разрешения на княжение.
Расположена южнее села Шипиловка Луганской области. Судя по нумизматическому комплексу памятник датируется второй половиной 1360-х — началом 1370-х гг.

## История открытия
В 2012 году местные краеведы В. Л. Ковтун и В. В. Молчанов обратились в Археологический Центр «Наследие» Восточноукраинского национального университета им. В. Даля с информацией о массовых находках золотоордынских монет и древних предметов на пахотном поле у села Шипиловка. В том же году археологическая экспедиция Далевского университета под руководством профессора С. Н. Санжарова произвела осмотр местности со сбором подъёмного материала, а в 2013 г. совместно с сотрудниками Луганского краеведческого музея приступила к исследованию обнаруженного объекта культурно-исторического наследия.
Опрос местных жителей показал, что участок водораздельного плато с местом концентрации золотоордынских предметов интенсивно распахивался на протяжении нескольких десяток лет, но находки монет стали наблюдаться только в 60-е гг. прошлого столетия во время ручной прополки, поскольку плато было отведено под овощеводство, установлен водорегулирующий бассейн и построена оросительная система. Первоначально находки расходились по рукам местных жителей, поступали в местную Привольнянскую школу, но лишь в первом десятилетии нынешнего века нумизматический материал подвёргся массовому грабежу «чёрными археологами», использовавших для поиска монет металлодетекторы. По самым скромным подсчётам краеведов и археологов общее количество найденных на плато у села Шипиловка золотоордынских монет до момента обнаружения памятника археологами составляет не менее трёх тысяч экземпляров.

## Территория
Полевая ханская ставка расположена южнее села Шипиловка в верхней части водораздельного плато правого берега Северского Донца, ориентированного с юго-восток-востока на северо-запад-запад. Плато полого спускается к родникам и к переправе на левобережную пойменную зону реки. Южный склон водораздела покрыт мелкими оврагами и промоинами, сформирован руслом пересохшего ручья балки Малый Суходол, прорезавшей меловые отложения высокого правого берега Северского Донца и образовавшей в месте впадения в реку широкое устье.
В настоящее время на краю плато вдоль балки расположены лесопосадка и разрушенный водонакопительный бассейн. На южном склоне водораздельного плато, юго-восточнее территории ставки, сохранились остатки половецкого святилища в виде двух полуметровых искусственных овальных насыпей, выложенных песчаником, ориентированных по линии север-юг. По свидетельству местных жителей вплоть до начала Великой Отечественной войны на каждой насыпи находилось по одному каменному изваянию. Одно из них в послевоенные годы было доставлено в местную мастерскую и разрезано на абразивные диски, следы второго затерялись.
На поверхности плато культурный слой ставки сохранился по линии юго-восток — северо-запад на площади 650×350 м. Установлено, что золотоордынские находки приурочены к слою суглинка коричневого цвета, залегающего над материковой глиной с глубины 0,55-048 м от современной поверхности, и к пахотному слою мощностью 0,32-025 м. Часть культурных остатков смыта и рассредоточена по южному склону плато.
Следует предположить, что золотоордынцы для размещения полевой ставки своего хана выбрали одно из хорошо известных им мест бывших ставок половецких ханов вблизи Кальмиусского шляха, древней дороги (сакмы), обеспечивающей регулярную административную связь и контроль правителя над всеми улусами своего государства, с обильными водными, растительными ресурсами и переправой-бродом на левобережную донецкую пойму, богатую заливными лугами и густым лиственным лесом. Важным обстоятельством является то, что обитатели кочевья прекрасно осознавали своё кипчакское, половецкое происхождение и бережно отнеслись к святилищу своих предков — статуи не были осквернены и сброшены с каменных постаментов.
Известно, что некоторые Золотоордынские ханы на длительное время устранялись от городской столичной суеты и годами не посещали центр государства на Нижней Волге, предпочитая управлять огромной страной из полевых ставок. Так, из «Родословия тюрков» известно, что хан Узбек после восшествия на престол почти 8 лет со своей ставкой проживал в Дешт-и-Кипчак (Половецкой степи), так как ему чрезвычайно нравились природа Донецкого края, обилие дичи для охоты, местные вода и воздух, климат.
Наличие брода через Северский Донец близ места ханской ставки у позволяет предположить, что в XIV в. Кальмиусский путь (сакма) имел несколько другое направление, чем зафиксированное позже в «Книге Большому Чертежу». Вероятно, достигнув с юга истоков р. Лугань, он направлялся не на восток по балке Рубежной к броду на Северском Донце около устья р. Боровой, а поворачивал на северо-запад и по балке Малый Суходол спускался к броду на Северском Донце в непосредственной близости от места расположения ханской ставки, а далее по водораздельному плато вдоль р. Красная шёл на север в Русскую землю.

## Находки
Собранные на поверхности ставки предметы, находки из культурного слоя представлены серебряными и медными монетами, их заготовками, монетами с отверстиями-подвесками, серебряными и медными ювелирными изделиями (кольца, перстни, серьги, различные подвески, орнаментированные пластины, сюлгамы), обломками литых зеркал, бронзовыми и свинцовыми гирьками, различными пряжками, железными ножами, крюками, скобами, гвоздями, удилами, стременами, фрагментами чугунных котлов и кружальной керамики, шлаками. На некоторых пластинах имелись стилизованные изображения тамги (знак-символ) хана Абдуллаха в виде трёхлиственника и так называемой «трёхногой тамги».

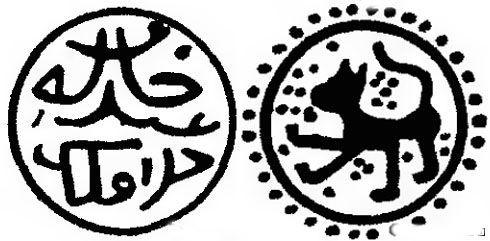
Медная монета хана Абдуллаха 1368 года.'На лицевой стороне надпись: «Хан Абдуллах. Да продлится его правление».
Оборотная сторона: Изображение хищника семейства кошачьих

В 2013—2015 гг. исследователями в сфере золотоордынской нумизматики А. В. Пачкаловым и К. К. Хромовым произведена полноформатная обработка, включая реставрацию, наиболее доступной части нумизматического комплекса ханской ставки — 755 монет чеканки Улуса Джучи различных дворов, правителей и типов. Нижний рубеж денежного обращения на территории ставки обозначен незначительным количеством монет, бывших в массовом обращении (Азак, Крым, Нижнее Поднепровье) в 60-70 -е годы XIV в. Последние годы территория ставки использовалась преемником Абдуллаха (возможно его сыном) ханом Мухаммед Булаком (на монетах хана Мухаммеда появляется его мусульманское звание — Гаяс эд-дунья в- эд-дин — «Защитник мирской жизни и веры»). Он был последним потомком по мужской линии хана Батыя и с его гибелью в 1380 г. в ходе Куликовской битвы западная династия Джучи, сына Чингисхана, прекратила своё существование. Абсолютное большинство монет нумизматического комплекса чеканилось во время правления хана Абдуллаха и сопровождалось легендами типа «Султан справедливый Абдуллах хан. Да продлится его правление». Среди них преобладают медные именные монеты с указанием места чеканки Новая Орда — «Чекан ал-Джадит 770» (385 экз. — 65,5 % от общего количества медных монет комплекса). В составе коллекции имеются 108 медных монет (18,5 % всех медных монет) с именем Абдуллаха без выпускных сведений с изображением хищника семейства кошачьих. Монеты этого типа не только имеют аналогии в вариантах и штемпельных разнообразиях монет Азака, но и отличаются собственными оригинальными вариантами и разновидностями. Примечательно, что в комплексе почти полностью отсутствуют разновидности, известные по находкам в левобережном районе Днепровского лимана. Из 170 экземпляров серебряных джучидских монет коллекции 17 шт. (10 %) оказались контрмаркированными несколькими вариантами штемпеля со словом «адил» (с арабского — справедливый), не имеющих полных аналогий во всех других известных комплексах.
Основные выводы исследования 755 монет чеканки Улуса Джучи нумизматического комплекса ханской ставки, произведённого К. К. Хромовым, сводятся к установлению факта местной чеканки определённого варианта медных монет и особой штемпельной надчеканки, то есть к наличию безусловного монетного производства на территории золотоордынского кочевья близ с. Шипиловка и достаточно тесных его связей с регионом Азака.
Из всех известных кочевий Северскодонецкого региона периода Золотой Орды памятник у села Шипиловка является наиболее крупным и имеет очень высокий социальный статус, выраженный в праве эмиссии медной монеты, возможно и чеканки серебряной, осуществлении контрмаркирования. Такой высокий социальный ранг в Золотой Орде могла иметь только полевая, походная ставка верховного правителя — хана.